# František Xaver Klobušický
František Xaver Klobušický, in ungherese Ferenc Klobusiczky (Prešov, 9 novembre 1707 – Pest, 6 aprile 1760), è stato un arcivescovo cattolico slovacco.

## Biografia
Era figlio del barone omonimo František Klobušický e della moglie Kristína Šoóšová. Iniziò lo studio della filosofia all'università di Košice e lo proseguì al Convitto di santa Barbara (Barbareum) e quindi al Pazmaneum di Vienna. Dall'anno 1726 si trasferì a Roma, dove studiò teologia al Collegio Germanico-Ungarico.
Negli anni in cui fu studente a Košice pubblicò il trattato di astronomia Systema mundi coelestis.
Papa Benedetto XIII lo nominò canonico della Basilica del Laterano e protonotario apostolico. Nel 1730 Klobušický tornò in patria e fu nominato parroco di Veľké Úľany e di Jelka.
Nel 1732 divenne canonico di Spiš e di Strigonio e quindi, nel 1734, vicario arcivescovile e prevosto maggiore del capitolo.
Nel 1736 fu nominato Vescovo titolare di Nemesi e consacrato vescovo.
Nel 1741 gli fu affidata la diocesi di Transilvania, quindi - nel 1748 - divenne vescovo di Zagabria.
Tra il 1751 e il 1760 fu arcivescovo metropolita di Kalocsa.
Durante il suo episcopato, nel 1754, vennero terminate le strutture architettoniche e la decorazione della facciata della cattedrale di Kalocsa.

## Genealogia episcopale e successione apostolica
La genealogia episcopale è:
- Cardinale Sigismund von Kollonitz
- Arcivescovo František Xaver Klobušický

La successione apostolica è:
- Vescovo Franjo Thauszy (1750)
- Vescovo György Klimó (1752)
- Vescovo Josip Antun Čolnić (1752)